# Viorel Constantinescu
Viorel Constantinescu (n. 26 septembrie 1952, Buzău, România) este un politician român, membru al Partidului Democrat-Liberal. 

## Date biografice
Viorel Constantinescu, inginer, s-a născut la 26 septembrie 1952, în comuna Movila Banului.
A urmat Liceul "B. P. Hasdeu" din Buzău, apoi Institutul de Construcții București.
În 1990 este numit, pentru 4 luni, viceprimar al județului. Îndeplinește funcția de subprefect (iunie 1990-aprilie 1992), apoi vicepreședinte al Consiliului Județean și din mai 1995 președinte. În 1993 obține atestatul guvernamental de expert în rezistența construcțiilor.
A proiectat sau coordonat mai multe obiective printre care: microhidrocentralele de la Lopătari, Chiojdu și Mânzălești; Pasajul rutier Drăgaica; bazinul Olimpic; Catedrala "Sf. Sava"; biserica Sf. Andrei, cele de la Movila Banului; Monteoru, Smeeni și Spătaru; Glodeanu Sărat; școlile din cartierele Dorobanți I și II; Liceul de Artă; Colegiul ASE; supratraversarea conductei de gaze peste râul Buzău.
A fost președinte al Consiliului Județean Buzău, fiind ales în acest consiliu din partea formațiunii denumite succesiv FDSN, PDSR și apoi PSD. A fost ales deputat de Buzău în 2004, pe listele PSD, iar în martie 2008 a trecut la Partidul Democrat-Liberal, motivând decizia prin lipsa de interes a conducerii PSD pentru unele propuneri ale sale. La alegerile din toamna lui 2008 a fost ales senator din partea noului său partid, într-o circumscripție ce cuprinde orașul Buzău și câteva comune adiacente. La alegerile din 2012 nu a mai candidat, ulterior părăsind și acest partid pentru a conduce filiala locală a Partidului Mișcarea Populară. În legislatura 2004-2008, Viorel Constantinescu a fost membru în grupurile parlamentare de prietenie cu Republica Austria, Republica Cehă, Republica Slovenia și Republica Africa de Sud iar în legislatura 2008-2012 a fost membru în grupurile parlamentare de prietenie cu Republica Turkmenistan și Republica Filipine.